# آيت يعقوب (تازوطة)
آيت يعقوب هو دُوَّار يقع بجماعة تازوطة، إقليم صفرو، جهة فاس مكناس في المملكة المغربية. ينتمي الدوّار لمشيخة تازوطة التي تضم 13 دوار. يقدر عدد سكانه بـ 257 نسمة حسب الإحصاء الرسمي للسكان والسكنى لسنة 2004.

## وصلات خارجية
- البوابة الوطنية للجماعات الترابية
- المندوبية السامية للتخطيط